# Steinhagen (Elő-Pomeránia)
Steinhagen település Németországban, Mecklenburg-Elő-Pomeránia tartományban. 

## Népesség
A település népességének változása: